# 卡里瓦利
卡里瓦利（Karivali），是印度马哈拉施特拉邦Thane县的一个城镇。总人口12933（2001年）。

## 人口
该地2001年总人口12933人，其中男性9988人，女性2945人；0—6岁人口1231人，其中男635人，女596人；识字率71.45%，其中男性为76.95%，女性为52.80%。